# Francis Larivée
« Larivée » redirige ici. Pour les articles homophones, voir L'Arrivée, Larrivé et Larrivée.
Francis Larivée (né le 8 novembre 1977 à Montréal dans la province de Québec) est un gardien de but professionnel de hockey sur glace.

## Carrière en club
Larivée a commencé à jouer dans la Ligue de hockey junior majeur du Québec en 1993-94 avec les Foreurs de Val-d'Or avant de rejoindre le Titan Collège français de Laval en cours de saison 1995-96. L'année d'après il est choisi par les Maple Leafs de Toronto de la Ligue nationale de hockey au cours du repêchage de 1996.
Cependant il n'a jamais joué dans la LNH mais a été affecté à la franchise école de la Ligue américaine de hockey, les Maple Leafs de Saint-Jean.
Après différents clubs en Amérique du Nord, il rejoint la France en 2003 et le club des Jets de Viry-Essonne. Avant le début de la saison 2009-2010, il quitte les Jets et rejoint les Comètes de Meudon. Après une dernière année sur la glace, il devient entraîneur de l'équipe senior.
Larivée a également fréquenté l'équipe nationale junior du Canada, avec laquelle il a été sacré champion du monde en 1997.
Remplaçant, il entre sur la glace alors que son équipe est menée au score. Finalement, elle l'emportera dans les prolongations.